# Стасів Іван
Стасів Іван (12 серпня 1895, Любачів — 15 червня 1986, Париж), український  гром. і політ. діяч, родом з Любачева (Галичина); дипломатичний аташе, пізніше секретар укр. дипломатичної місії у Будапешті (1919). З 1924 у Франції; гол. Укр. Громади (соборницької, 1924 — 28), чл. управи Укр. Народного Союзу (1932—1940) та гол. Установи Довір'я Укр. Еміграції у Франції (1941—1944).